# Die Wacht am Rhein
«Стража на Рейні» (також перекладається як «Дозор на Рейні») (німецькою мовою: Die Wacht am Rhein) — німецька патріотична пісня, корені якої сягають XIX століття, періоду конфлікту з Францією (відомого як Франко-прусська війна 1870—1871), і здобула другу популярність під час Першої світової війни. Пісня також була популярною в роки правління нацистів та в наступні роки після руйнувань і відновлення Німеччини (1933—1950-ті).

## Текст
Повний текст пісні «Стража на Рейні» з додатковими куплетами, які з'являлися в пісні в різні періоди її існування.